# Contrecoeur
Contrecoeur is een kleine stad (ville) in de Canadese provincie Québec en telt 3.587 inwoners (2006).